# أونيموشا تاكتكس
أونيموشا تاكتكس (بالإنجليزية: Onimusha Tactics)‏، هي لعبة فيديو يابانية من نوع لعبة فيديو تقمص الأدوار، وهي من تطوير ونشر كابكوم، وتعمل حصرياً لجهاز غيم بوي أدفانس، صدرت اللعبة في الأسواق بتاريخ 25 يوليو 2003، وهي واحدة من سلاسل أونيموشا الفرعية.